# Emma Ann Reynolds
Emma Ann Reynolds (1862-1917) fou una professora afroestatunidenca que desitjava atendre les necessitats de salut de la seua comunitat. Com se li va negar l'entrada a les escoles de formació d'infermeres a causa del racisme, feu pressió per a la creació de l'Hospital Provident a Chicago i en fou una de les primeres quatre graduades d'infermeria. Continuant amb la seua educació es feu metgessa i com tal treballà a Texas, Louisiana i Washington, abans d'instal·lar-se permanentment a Ohio.

## Biografia
Emma Ann Reynolds nasqué el 3 d'agost de 1862 a Frankfort, Ohio, era filla del matrimoni format per Sarah Jones i William Reynolds.[1][2] Després d'acabar la seua educació a la Universitat Wilberforce es mudà a Kansas City, Missouri, on quatre dels seus germans vivien i treballaven. Mentre es dedicava a l'ensenyament se n'adonà de les necessitats de salut de la comunitat afroestatunidenca,[3] per això intentà inscriure's a l'escola d'infermeria de Chicago. Se li va negar repetidament l'entrada perquè era negra. Cercà ajut del seu germà, el clergue Louis H. Reynolds, pastor de l'Església episcopal metodista africana St. Stephensen del costat oest de Chicago, els dos es dirigiren al conegut doctor Daniel Hali Williams al desembre de 1890.[2][5] Williams havia reconegut prèviament la necessitat de personal d'infermeria capacitat i llits d'hospital per a pacients negres, així com oportunitats d'ocupació per a residents, metges i cirurgians. La necessitat de Reynolds impulsà la decisió que en lloc d'emprar la seua influència per ajudar-la a ingressar en un centre de capacitació d'infermeres blanques, hauria de convéncer la comunitat negra de fundar el seu hospital. L'Hospital Provident obrí les portes al maig de 1891, amb l'objectiu de permetre personal i pacients interètnics, així com establir una escola per a infermeres de qualsevol ètnia.[7][8]
Reynolds es matriculà a la primera classe d'infermeria, i se'n graduà a d'octubre de 1892, juntament amb Bertha I. Estes, Florence Phillips i Lillian I. Reynolds. El mateix any s'inscrigué a l'Escola Femenina de Medicina de la Universitat Northwestern, en fou la primera estudianta negra de l'escola.[10] Fou la primera dona afroestatunidenca a graduar-s'hi al 1895. [4][3] Fins a 1896, treballà com a supervisora de l'escola d'infermeres,[11] abans de començar el seu internat al Paul Quinn College al 1896.[12] Dos anys més tard es mudà a Nova Orleans,[13] on malgrat el racisme romangué fins a juliol de 1900.[14][15] Mentre visqué a Nova Orleans fou una integrant activa del Woman's Club Movement, [16] i de l'Afro-American Woman's Club de Nova Orleans. Funda l'Associació d'Infermeres Visitants sota l'empara del club de dones per proporcionar infermeria gratuïta a la gent empobrida.
El juliol de 1900, Reynolds fou cap d'infermeria de l'hospital de la Universitat d'Howard.[18][19] Romangué en el Freedman's Hospital fins a 1901, treballant en l'àrea de nutrició de la Facultat d'Infermeria,[20] però a l'any següent torna a Ohio per tenir cura els seus pares malalts. Establí una consulta mèdica a Sulphur Lick, Ohio, on treballà fins a la seua mort.

## Mort i llegat
Reynolds morí d'una malaltia cardíaca l'11 de gener de 1917 al municipi de Huntington, Ohio, i fou enterrada al cementeri Davis prop de Waverly, Ohio. L'Associació d'Exalumnes d'Infermeria de l'Hospital Provident li erigí una làpida al cementeri Greenlawn de Frankfort el 1990. Reynolds fou inclosa en el Chillicothe-Ross County Women's Hall of Fame el 1991, en reconeixement de les seues contribucions mèdiques, i en l'Ohio Women's Hall of Fame el 1994. [3][2] Fou reconeguda com a pionera per la Cambra de Representants dels Estats Units durant el Mes de la Dona del 2001.